# Beechcraft Model 17
O Beechcraft Model 17 Staggerwing foi uma aeronave biplana, monomotor para ligação e transporte, produzido pela Beechcraft. O primeiro exemplar voou em novembro de 1932. Foi produzida entre 1933 e 1949.  

## Desenvolvimento

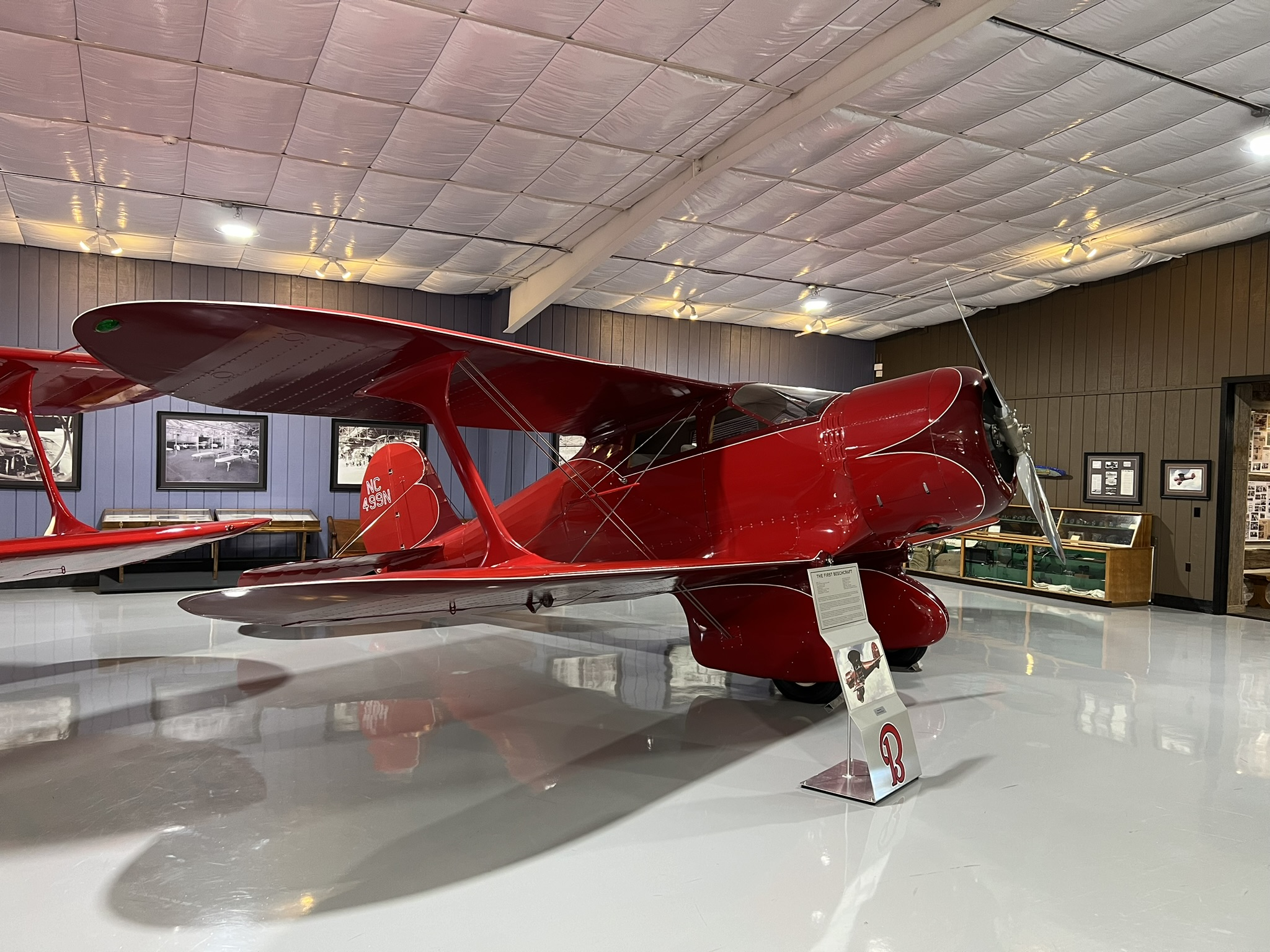
Beech 17R, no Beechcraft Heritage Museum

Em 1932, Walther H. Beech, ex-chefe da fábrica de aeronaves Travel Air, deixou a Curtiss-Wright (que comprou a Travel Air em 1929), para criar uma nova companhia, a Beech Aircraft Corporation, baseada em Wichita, Kansas. Beech levou consigo um projetista da Curtiss, Ted A. Wells, e seu primeiro projeto pela nova companhia seria o Model 17, um biplano rápido de cabine fechada projetado para satisfazer as necessidades de executivos. O Model 17 era baseado num desenho de Wells para a Curtiss-Wright, porém, o mesmo foi recusado pelo conselho da fabricante.  O Beechcraft Model 17, conhecido popularmente como Staggerwing, fez seu primeiro voo em 4 de novembro de 1932. Em seu auge, o Model 17 era utilizado como uma aeronave executiva, tendo como principais competidores no mercado, o Waco Custom Cabin e o Waco Standard Cabin.
A configuração incomum da asa negativa escalonada do Modelo 17 (a asa superior escalonada atrás da inferior) e o formato exclusivo maximizaram a visibilidade do piloto e destinavam-se a reduzir o arrasto parasita entre as asas (embora mais tarde tenha sido descoberto que tinha um efeito insignificante). A fuselagem coberta por tecido foi revestida com formas de madeira e longarinas sobre uma estrutura de tubo de aço soldado. A construção foi complexa e levou muitas horas de trabalho para ser concluída. O trem de pouso retrátil convencional do Staggerwing, incomum na época, combinado com uma aerodinâmica cuidadosa, peso leve e um potente motor radial, ajudaram-no a ter um bom desempenho.
Em meados dos anos 30, a Beech executou um redesenho radical na aeronave, criando o Model D17 Staggerwing. O D17 contava com uma fuselagem mais longa, que melhorou as características de manobrabilidade da aeronave (aumentando a capacidade de controle), e os ailerons foram montados nas asas superiores, eliminando a interferencia das flapes. Os freios foram aperfeiçoados com a montagem de um freio acionado nos pedais do leme.
Entre abril de 1936 até maio de 1940, seis Model 17 se envolveram em acidentes fatais devido a quebra em voo da  célula, normalmente atribuídos na época a condições climáticas ou falhas estruturais. Mais tarde, foi determinado que essas quebras se davam devido ao flutter gerado nas asas e ailerons. O Conselho de Regulação de Segurança da CAA, inicialmente, determinou uma nota, limitando a velocidade máxima durante voo instrumentado (IFR). Essas limitações foram substituídas por um boletim de segurança requirindo o uso de pesos de chumbo nos ailerons e asas, e placas de madeira compensada sobre as asas, com intenção de reforçar as mesmas.

## Histórico Operacional

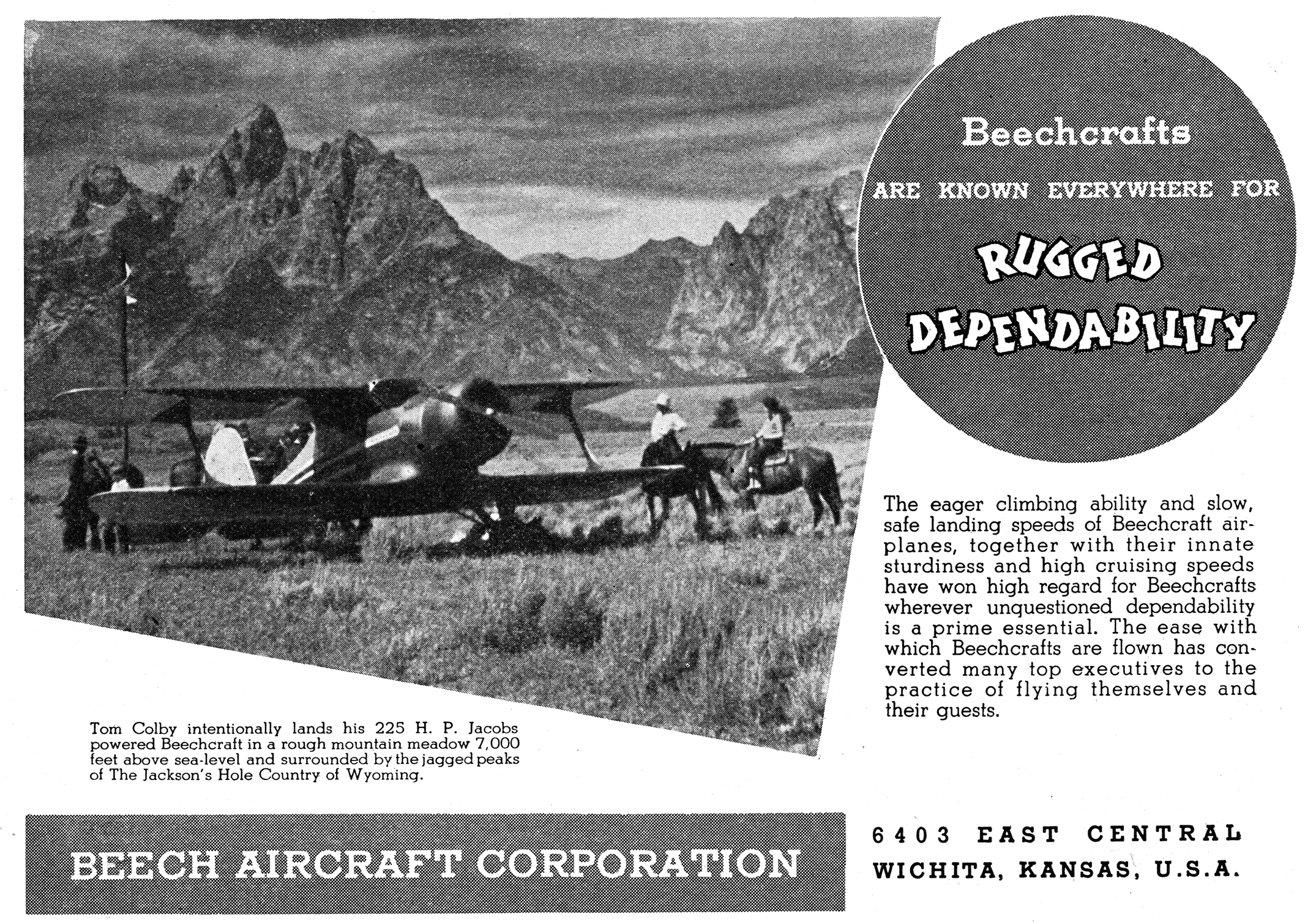
Propaganda do Staggerwing, 1937

### Aviação Civil
As vendas as aeronave iniciaram lentas. O preço alto das primeiras aeronaves (entre US$ 14.000 a US$ 17.000, em cotação da época, dependendo do tamanho do motor) assustou vários compradores em potencial em uma mercado em depressão como o da aviação civil. Somente 18 unidades foram vendidas em 1933 (primeiro ano da produção), porém, as vendas passaram a ser maiores com o passar do tempo. Cada Staggerwing era construído artesanalmente. A cabine luxuosa, coberta em couro e angorá, tinha espaço para cinco passageiros. Eventualmente, o Staggerwing capturou uma fatia considerável do mercado. Até o início da Segunda Guerra Mundial, a Beechcraft havia vendido 424 unidades do modelo.
Após o final da guerra, a Beech retomou imediatamente suas capacidades de construção de aeronaves para o mercado civil, produzindo uma última versão do Staggerwing, o G17S. 16 unidades do modelo foram construídas, com cada uma sendo vendida à US$ 29.000. O Beechcraft Bonanza foi posto como o substituto do Staggerwing na linha de produtos da Beechcraft, custando somente um terço da aeronave que vinha substituir. A fabricante produziu em 1948 e entregou em 1949 a última unidade do tipo. 

### Estados Unidos

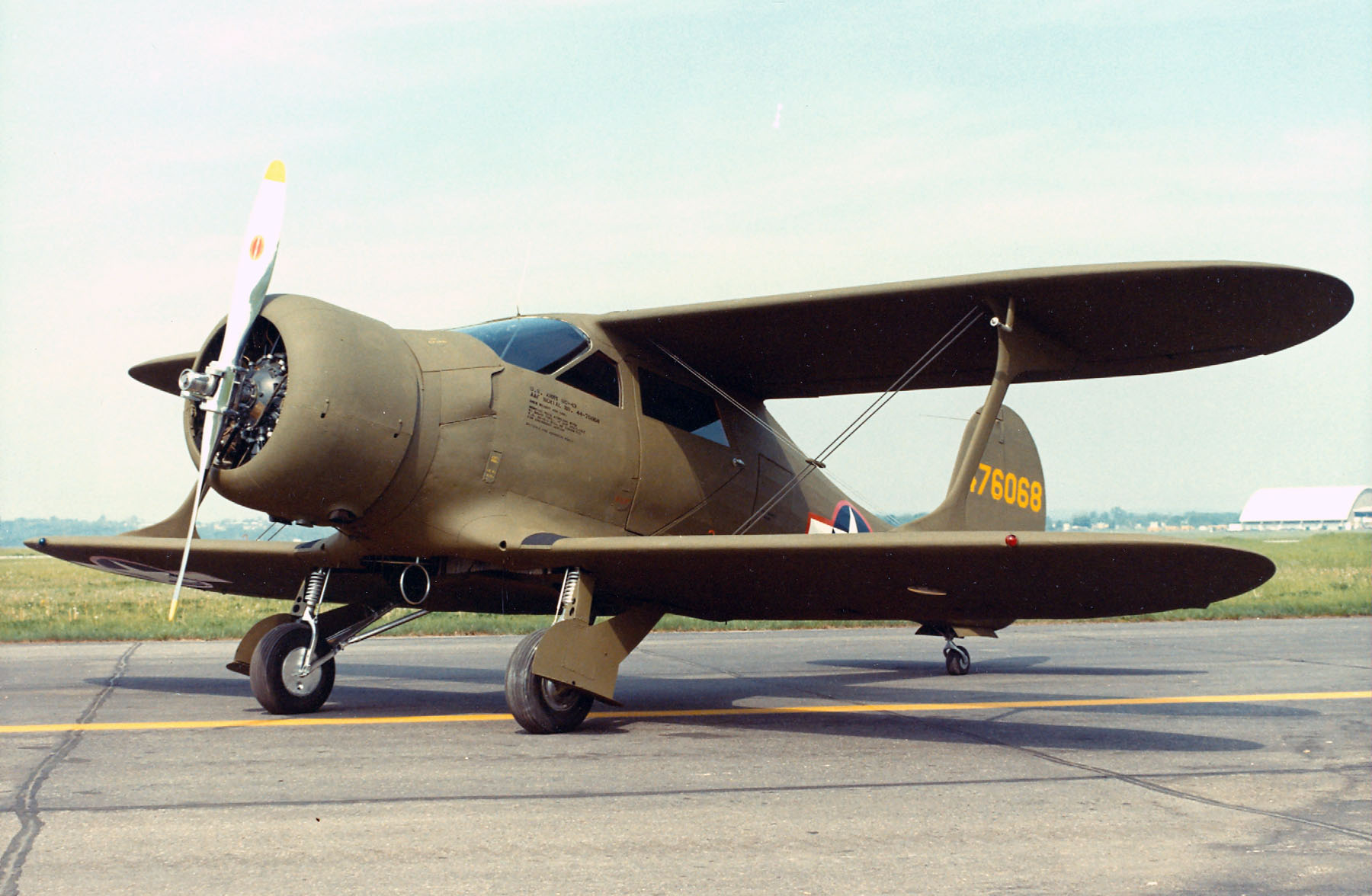
UC-43 Traveler da USAAF

No final de 1938, o Corpo Aéreo do Exército dos Estados Unidos (USAAC) adquiriu três D17S com a intenção de avaliar o uso do modelo como uma aeronave de ligação. Estas aeronaves foram designadas como YC-43. Após um curto programa de provas, o YC-43 foi enviado à Europa para servir como aeronave de ligação para os adidos militares americanos em Londres, Paris e Roma.
No início da Segunda Guerra Mundial, a necessidade por uma aeronave de transporte ligeiro se fez aparente, e em 1942, a Forças Aéreas do Exército dos Estados Unidos (USAAF) encomendou o primeiro de 270 unidades do Model 17, que seriam designados como UC-43 Traveler. Para suprir necessidades urgentes na época, o governo norte americano adquiriu ou arrendou aeronaves Model 17 adicionais de pilotos privados, incluindo 118 unidades a mais para a USAAF e outras para a Marinha dos Estados Unidos (USN). No serviço pela USN, as aeronaves foram designadas como GB-1 e GB-2.
Essas aeronaves somente diferenciavam levemente do modelo comercial, com características distinguíveis como a antena de ADF montada entre o trem de pouso principal e as luzes de pouso montadas perto das pontas das asas inferiores. Todas as aeronaves eram equipadas com motores radiais Pratt & Whitney R-985, de 450 hp (336 kW).  

### Brasil
A Aviação Naval Brasileira adquiriu quatro D17A em 1940 para operação no Correio Aéreo Naval (CAN). Estas aeronaves tinham como intenção o uso na chamada Linha Tronco Norte, conectando Rio de Janeiro a Manaus. Após o inicio de suas operações pela Marinha, uma unidade foi perdida em 21 de junho de 1940, na Base de Aviação Naval de Rio Grande, acidente este que levou a óbito todos seus ocupantes. Em janeiro de 1941, após a criação do Ministério da Aeronautica, foi determinada a transferência das três unidades restantes para a Força Aérea Brasileira (FAB).
Na FAB, estas aeronaves seriam utilizadas no Correio Aéreo Nacional (CAN), com a força adquirindo mais seis unidades do D17S  e 51 unidades de UC-43 e GB-2, via Lend-Lease.  Os D17 foram utilizados no CAN até 1955 e em tarefas de ligação até 1964.

### Serviço militar no exterior
Durante a Guerra Civil Espanhola, um número de aeronaves B17L foram postas em serviço como bombardeiros pela Força Aérea da República Espanhola. A China encomendou um número de aeronaves Staggerwing para serem utilizados como ambulância aérea em sua luta contra o Império Japonês. Finlândia contou com um C17L como aeronave de ligação entre 1940 até 1945.
Em 2 de outubro de 1941, a Beechcraft enviou um D17S especialmente camuflado para o Príncipe Bernardo de Lipa-Biesterfeld, que estava exilado em Londres após a invasão alemã dos Países Baixos. Ele utilizou a aeronave para serviços para refugiados em Londres.
A Força Aérea Real e a Marinha Real Britânica adquiriram 106 aeronaves do modelo, designadas Traveller Mk.I. Essas aeronaves foram adquiridas via Lend-Lease, para suprir as necessidades de transporte ligeiro dos britânicos.

## Variantes
- 17: Protótipo da versão de produção. Primeiro voo em 4 de novembro de 1932.[1]
  - 17R: Variante com motor Wright de 420 hp (313 kW), duas unidades construídas;
  - A17F: Variante com motor Wright de 620 hp (462 kW), uma unidade construída;
  - A17FS: Variante com Wright de 710 hp (529 kW), uma unidade construída.
- B17: Primeira variante de produção do tipo, construído de março de 1934 a março de 1936.
  - B17B: Variante com motor Jacobs L-5, de 285 hp (213 kW), uma unidade construída em 1934;[1]
  - B17E: Variante com motor Wright R-760-E1, de 285 hp (213 kW), quatro unidades construídas em 1935;[1]
  - B17L: Variante com motor Jacobs L-4, de 225 hp (168 kW) e trem de pouso retrátil, 48 unidades construídas;[1]
    - SB17L: Variante do B17L com flutuadores, uma unidade construída;[1]

  - B17R: Variante com motor Wright R-975-E2/E3, de 425 hp (317 kW). 16 unidades construídas em 1935.[1]
- C17: Variante produzida de março de 1936 até março de 1937
  - C17B: Variante com motor Jacobs L-5, de 285 hp (213 kW), 40 unidades construídas;[1]
    - SC17B: Variante do C17B com flutuadores, uma unidade construída;[1]

  - C17E: Variante com motor Wright R-760-E1, de 285 hp (213 kW), 22 unidades construídas;[1]
    - Tachikawa-Beechcraft C17E Light Transport: Variante produzida sob licença pela Tachikawa, no Japão. 20 unidades construídas;

  - C17L: Variante com motor Jacobs L-4, de 225 hp (168 kW), seis unidades construídas;[1]
  - C17R: Variante com motor Wright R-975-E2/E3, de 420 hp (310 kW), 16 unidades construídas;[1]
    - SC17R: Variante do C17R com flutuadores, uma unidade construída;[1]
- D17: Variante produzida de março de 1937 até 1945 (após 1941, somente modelos militares).
  - D17A: Variante com motor Wright R-760-E2, de 350 hp (260 kW), dez unidades construídas;[1]
  - D17R: Variante com motor Wright R-975-E3, de 420 hp (310 kW), 27 unidades construídas;[1]
  - D17S: Variante com motor Pratt & Whitney R-985-SB Wasp Junior, de 450 hp (340 kW), 23 unidades construídas;[1]
    - SD17S: Variante do D17S com flutuadores;[1]

  - D17W: Variante com motor Pratt & Whitney R-985-SC-G Wasp Junior, de 600 hp (450 kW), duas unidades construídas;[1]
- E17: Variante produzida em março de 1937 até 1941.
  - E17B: Variante com motor Jacobs L-MB, de 285 hp (213 kW), 50 unidades construídas;[1]
    - SE17B: Variante do E17B com flutuadores, quatro unidades construídas;
- F17: Variante produzida em abril de 1938 até 1941.
- G17: Variante produzida de 1946 a 1949.

- 20M: Variante bimotora do Model 17, seria equipado com motores Menasco C6S-4 Super Buccaneer, de 260 hp (193 kW).[12] Projeto cancelado a favor do Beechcraft Model 18.

### Designações Militares
- YC-43: Três D17S utilizados em provas pelo Corpo Aéreo do Exército dos Estados Unidos (USAAC);
- UC-43: Variante militar de produção com Pratt & Whitney R-985-AN-1, de 450 hp (340 kW), 75 unidades encomendadas pela USAAC e 63 pela Marinha dos Estados Unidos (USN);
  - UC-43A: 13 D17R civis postos em serviço, equipados com motores Wright R-975-11, de 440 hp (328 kW);
  - UC-43B: 13 D17S civis postos em serviço, equipados com motores Pratt & Whitney R-985-17, de 450 hp (340 kW);
  - UC-43C: 37 F17D civis postos em serviço, equipados com motores Jacobs R-915-1, de 300 hp (223 kW);
  - UC-43D: 31 E17B civis postos em serviço, equipados com motores Jacobs R-830-1, de 285 hp (213 kW);
  - UC-43E: cinco C17R civis postos em serviço, equipados com motores Wright R-975-11, de 440 hp (328 kW);
  - UC-43F: um D17A civil posto em serviço, equipado com um motor Wright R-975-3, de 350 hp (260 kW);
  - UC-43G: dez C17B civis postos em serviço, equipados com motores Jacobs R-830-1, de 285 hp (213 kW);
  - UC-43H: três B17R civis postos em serviço, equipados com motores Wright R-975-11, de 440 hp (328 kW);
  - UC-43J: três C17L civis postos em serviço, equipados com motores Jacobs R-755-1, de 225 hp (167 kW);
  - UC-43K: um D17W civil posto em serviço, equipado com um motor Pratt & Whitney R-985-SC-G Wasp Junior, de 600 hp (450 kW). Esta aeronave foi construída originalmente em 1937 para a famosa aviadora Jacqueline Cochran. Cochran voou a aeronave durante a corrida cross-country Bendix de 1937, vencendo a categoria feminina e ficando em 3º lugar na categoria geral. Cochran também estabeleceu o recorde nacional de velocidade feminina nos Estados Unidos com esta aeronave, marcando 336,183 km/h (203,895 mi/h);
- GB-1: Variante militar do D17 para a Marinha dos Estados Unidos (USN), dez unidades adquiridas em 1939 e mais dez postas em serviço;
  - GB-2: Variante do GB-1 com motor Pratt & Whitney R-985-50/-AN-1, de 450 hp (340 kW), 271 unidades construídas. 132 unidades foram transferidas pela USN para a USAAF;
- JB-1: um C17R civil posto em serviço como aeronave de transporte executivo na USN, equipado com um motor Wright R-975-11, de 440 hp (328 kW);
- Traveller Mk.I: Designação britânica para os três YC-43 operados pelos EUA em Londres e repassados para os britânicos, e 107 UC-43 e GB-2 entregues para a Força Aérea Real e a Marinha Real Britânica.

## Especificações (D17S)
Dados de Jane's Fighting Aircraft of World War II 
Características Gerais
- Tripulantes: 1 piloto
- Capacidade: 3 ou 4 passageiros mais 56.7 kg (125 lb) de bagagens
- Comprimento: 8.18 m (26 ft 10 in)
- Envergadura: 9.18 m (32 ft)
- Altura: 2.4 m (8 ft)
- Área Alar: 27.55 m² (296.5 sq ft)
- Peso Vazio: 1.152 kg (2,540 lb)
- Peso Carregado: 1.928 kg (4,250 lb)
- Motor: 1x Pratt & Whitney R-985-AN-1 Wasp Junior, radial de nove cilindros, 450 hp (340 kW) a 2.300 rpm;

Desempenho
- Velocidade Máxima: 341 km/h (212 mph; 184 kn);
- Velocidade de Cruzeiro: 325 km/h (202 mph; 176 kn);
- Alcance: 1.078 km (582 nmi);
- Teto de Serviço: 7,600 m (25,000 ft)
- Razão de Subida: 5.21 m/s (1,025 ft/min);
- Carga Alar: 70 kg/m² (14.3 lb/sq ft);
- Relação Peso-Potência: 5.68 kg/kW (9.44 lb/hp).